# Seizo Ishikawa
Pour les articles homonymes, voir Ishikawa.
Seizo Ishikawa (石川誠三, Ishikawa Seizo), né à Séoul (Corée du Sud) en 1897 et mort le 12 octobre 1971, est un lieutenant général nippo-coréen de l'armée impériale japonaise pendant la Seconde Guerre mondiale.

## Biographie
Pendant la Seconde Guerre mondiale Ishikawa, chargé de défendre l'atoll de Makin, ordonne à ses troupes de construire de grandes fortifications. Celles-ci comprenaient des canons de défense côtière de 200 mm, des positions pour des canons antichars de 38 mm, des emplacements de mitrailleuses et carabines, des fossés antichars de 4,6 mètres de profondeur avec du fil barbelé. Celles-ci étaient conçues pour contenir l'île jusqu'à l'arrivée des renforts.
Pendant la bataille de Makin en novembre 1943, Ishikawa commande la défense japonaise de l'île de Butaritari, dans l'atoll de Makin. Elle est composée de 284 soldats des Forces navales spéciales de débarquement, de 138 hommes du 11e régiment de pionniers, 100 mécaniciens et autres rampants de la base aéronavale et 76 Japonais et 200 Coréens d'une unité de construction. À l'issue de la bataille, 395 Japonais sont tués et Ishikawa est fait prisonnier. Après la capitulation, il est libéré ; il meurt le 12 octobre 1971.

## Décorations
- 1937 China Incident Medal[1]
- Great East Asia War Medal[1]